# Grand Prix automobile de Bahreïn 2012
GP précédent GP suivant
Le Grand Prix automobile de Bahreïn 2012 (2012 Formula 1 Gulf Air Bahrain Grand Prix), disputé le 22 avril 2012 sur le circuit international de Sakhir, est la 862e épreuve du championnat du monde de Formule 1 courue depuis 1950. Il s'agit de la huitième édition du Grand Prix de Bahreïn comptant pour le championnat du monde de Formule 1 et de la quatrième manche du championnat 2012.
Le pilote allemand Sebastian Vettel, double champion du monde en titre, part en pole position et mène cinquante-cinq des cinquante-sept tours du Grand Prix pour assurer sa première victoire de la saison. Il parvient aussi à réaliser le meilleur tour en course, accomplissant ainsi son quatrième hat-trick en Formule 1. Sur le podium, il est accompagné des deux pilotes Lotus : Kimi Räikkönen y monte pour la première fois depuis son retour à la discipline et Romain Grosjean pour la première fois de sa carrière. Vettel s'empare aussi de la tête du championnat du monde des pilotes avec 53 points, devant Lewis Hamilton (49 points) et Mark Webber (48 points). À l'issue de la course, dix-huit des vingt-quatre pilotes en lice au championnat ont marqué au moins un point.
Chez les constructeurs, Red Bull Racing prend la tête du championnat avec 101 points, profitant de la mauvaise performance de McLaren qui reste toutefois deuxième et compte 92 points. En plus de placer ses deux pilotes sur le podium de l'épreuve, Lotus progresse au championnat, au point d'occuper la troisième place du classement avec 57 points. À la fin du Grand Prix, neuf des douze écuries engagées au championnat ont marqué des points, Caterham, Marussia et HRT n'en ayant pas encore inscrit.

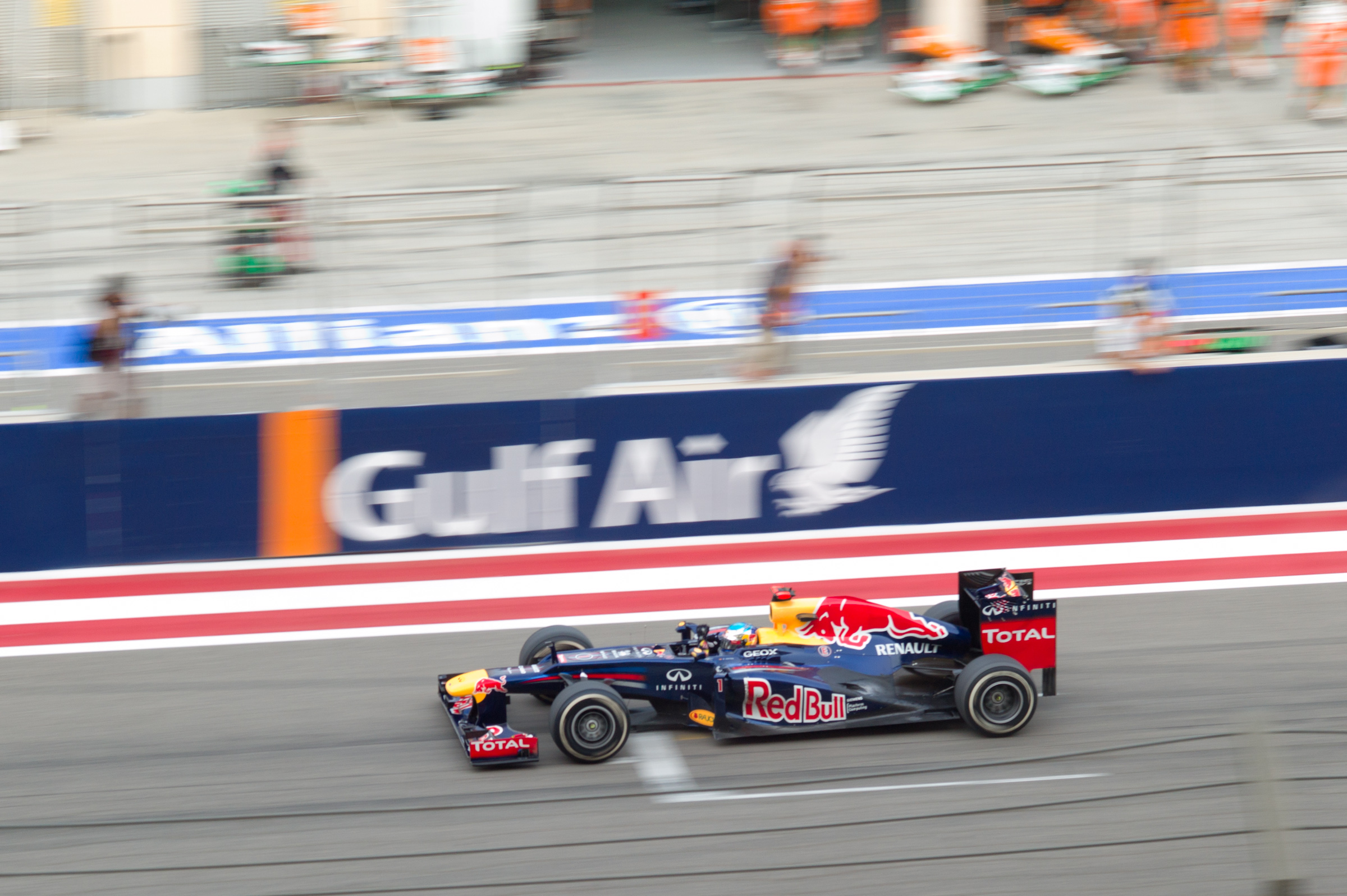
Sebastian Vettel remporte à Barheïn sa première victoire de la saison et prend la tête du championnat du monde.

## Essais libres

### Première séance, le vendredi de 10 h à 11 h 30
| Pos. | Pilote           | Voiture              | Chrono         | Écart     |
| ---- | ---------------- | -------------------- | -------------- | --------- |
| 1    | Lewis Hamilton   | McLaren-Mercedes     | 1 min 33 s 572 |           |
| 2    | Sebastian Vettel | Red Bull-Renault     | 1 min 33 s 877 | + 0 s 305 |
| 3    | Paul di Resta    | Force India-Mercedes | 1 min 34 s 150 | + 0 s 578 |
| 4    | Nico Rosberg     | Mercedes             | 1 min 34 s 249 | + 0 s 677 |
| 5    | Jenson Button    | McLaren-Mercedes     | 1 min 34 s 277 | + 0 s 705 |
| 6    | Nico Hülkenberg  | Force India-Mercedes | 1 min 34 s 344 | + 0 s 772 |

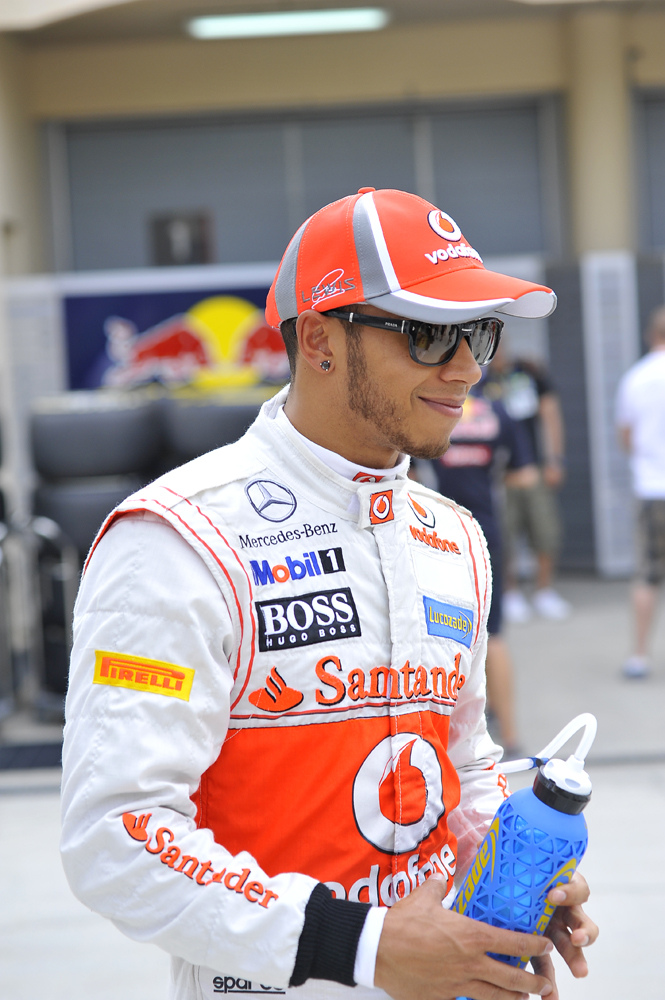
Lewis Hamilton réalise le meilleur temps de la première session d'essais libres à Bahreïn.

La température de l'air est de 27 °C, la piste est à 35 °C et le taux d'humidité de 45 % sur le circuit de Sakhir au départ de la première séance d'essais libres du Grand Prix de Bahreïn. Les pilotes s'élancent immédiatement en piste pour boucler un premier tour d'installation sur une piste très sale. Il faut attendre plus de vingt minutes pour que Nico Hülkenberg réalise le premier tour chronométré en 1 min 35 s 544,,.
Ce temps est amélioré par son coéquipier chez Force India, Paul di Resta, qui tourne en 1 min 35 s 194 puis 1 min 34 s 929. Hülkenberg reprend ensuite la tête en 1 min 34 s 859 mais est battu par Romain Grosjean en 1 min 34 s 847. Le coéquipier du Français, Kimi Räikkönen, améliore en 1 min 34 s 609 mais doit laisser la place en tête à Sebastian Vettel (1 min 34 s 311 puis 1 min 33 s 877), au volant de la dernière version de la Red Bull RB8, contrairement à la semaine précédente où il avait choisi l'ancienne version de la monoplace,,.
Alors qu'il reste encore un peu plus d'une demi-heure dans la séance, Lewis Hamilton établit un tour en 1 min 33 s 572 et ne sera pas battu bien que les deux pilotes Force India Paul di Resta et Nico Hülkenberg aient chaussé des pneus tendres en fin de séance pour améliorer leurs performances,,.
À l'issue de la session d'essais, Force India indique qu'elle ne prendra pas part à la seconde séance d'essais libres et que son programme sera raccourci pour permettre aux membres de l'équipe de rentrer plus tôt à leur hôtel. Cette décision fait suite aux événements de mercredi où deux membres de l'équipe ont été témoins de l'explosion d'un cocktail Molotov à proximité de leur véhicule. Afin de protéger les membres de son équipe, Force India prend donc la décision de manquer la majorité de la seconde session d'essais libres mais s'alignera en qualifications et en course,,. Dans le même temps, Sauber révèle que douze de ses membres ont subi une attaque le jeudi soir : « À 20 h 30, un de nos minibus a quitté le circuit pour rentrer au Novotel de Manama. À 20 h 50, douze de nos mécaniciens qui étaient à bord ont remarqué du feu. Il n'y avait pas de trafic et les mécaniciens ont vu des personnes masquées courir vers eux et leur jeter des cocktails Molotov. Le minibus a pris la voie de droite pour s'échapper. Heureusement personne n'a été blessé. »
- Valtteri Bottas, pilote essayeur chez Williams F1 Team, a remplacé Bruno Senna lors de cette séance d'essais.

### Deuxième séance, le vendredi de 14 h à 15 h 30
| Pos. | Pilote             | Voiture          | Chrono         | Écart     |
| ---- | ------------------ | ---------------- | -------------- | --------- |
| 1    | Nico Rosberg       | Mercedes         | 1 min 32 s 816 |           |
| 2    | Mark Webber        | Red Bull-Renault | 1 min 33 s 262 | + 0 s 446 |
| 3    | Sebastian Vettel   | Red Bull-Renault | 1 min 33 s 525 | + 0 s 709 |
| 4    | Lewis Hamilton     | McLaren-Mercedes | 1 min 33 s 747 | + 0 s 931 |
| 5    | Michael Schumacher | Mercedes         | 1 min 33 s 862 | + 1 s 046 |
| 6    | Jenson Button      | McLaren-Mercedes | 1 min 34 s 246 | + 1 s 430 |

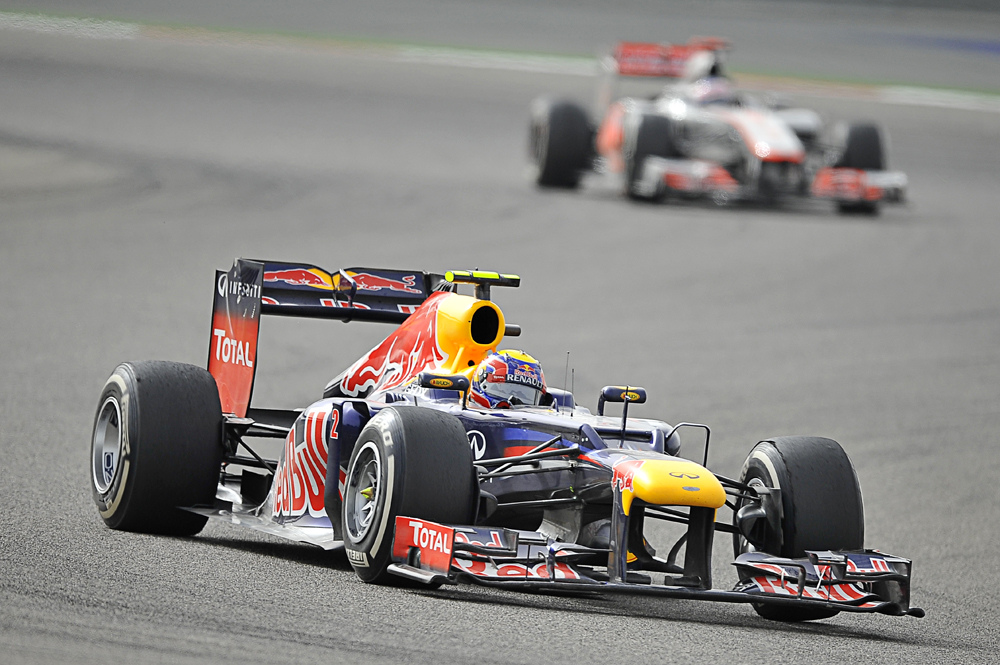
Mark Webber réalise le second temps de la deuxième session d'essais libres à Bahreïn.

La température ambiante est de 32 °C, la piste est à 40 °C et le taux d'humidité est tombé à 17 % au départ de la deuxième séance d'essais libres. Comme annoncé, Force India décide de ne pas participer à cette séance d'essais, officiellement pour des problèmes logistiques. Narain Karthikeyan, Pastor Maldonado, Charles Pic, Timo Glock, Jean-Éric Vergne, Daniel Ricciardo et Vitaly Petrov s'élancent les premiers en piste et Karthikeyan boucle le premier tour chronométré en 1 min 41 s 710,,.
Maldonado améliore rapidement en 1 min 36 s 518 mais son temps est amélioré par Kamui Kobayashi (1 min 36 s 198) puis par Sergio Pérez, son coéquipier chez Sauber (1 min 35 s 905). Jenson Button passe sous la barre des 1 min 35 s en tournant en 1 min 34 s 500 avant d'être battu par Mark Webber (1 min 34 s 366), Nico Rosberg (1 min 34 s 346) et son coéquipier Michael Schumacher (1 min 34 s 329). Sebastian Vettel passe sous la barre des 1 min 34 s (1 min 33 s 639 puis 1 min 33 s 525) mais Nico Rosberg établit finalement le meilleur tour lancé en 1 min 32 s 816,,.

### Troisième séance, le samedi de 11 h à 12 h
| Pos. | Pilote             | Voiture          | Chrono         | Écart     |
| ---- | ------------------ | ---------------- | -------------- | --------- |
| 1    | Nico Rosberg       | Mercedes         | 1 min 33 s 254 |           |
| 2    | Sebastian Vettel   | Red Bull-Renault | 1 min 33 s 401 | + 0 s 147 |
| 3    | Mark Webber        | Red Bull-Renault | 1 min 33 s 663 | + 0 s 409 |
| 4    | Lewis Hamilton     | McLaren-Mercedes | 1 min 33 s 782 | + 0 s 528 |
| 5    | Michael Schumacher | Mercedes         | 1 min 33 s 796 | + 0 s 542 |
| 6    | Jenson Button      | McLaren-Mercedes | 1 min 33 s 899 | + 0 s 645 |

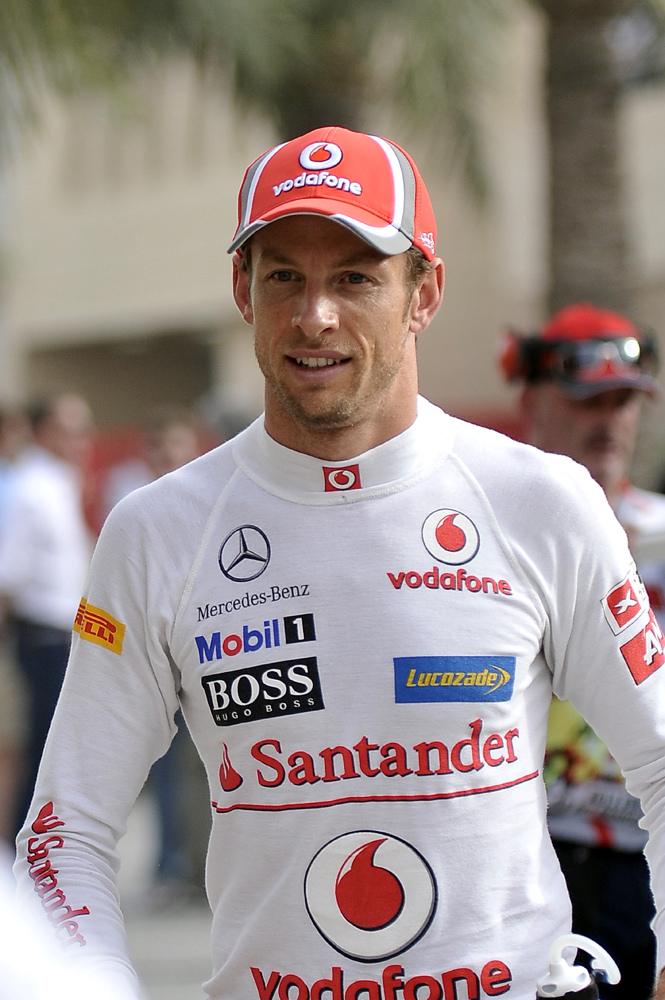
Jenson Button réalise le sixième temps de la dernière session d'essais libres à Bahreïn.

La température de l'air est de 27 °C et celle de la piste de 39 °C au départ de la troisième séance d'essais libres. Lorsque les pilotes s'élancent dès l'ouverture de la piste pour boucler leur tour d'installation, ils constatent que le vent a ramené une grande quantité de sable sur la piste et il faut attendre une dizaine de minutes pour que Nico Hülkenberg réalise le premier tour de référence en 1 min 36 s 481,.
Paul di Resta et Hülkenberg, les deux pilotes Force India, tournent beaucoup en début de séance car ils n'ont pas pris part à la session précédente. Paul di Resta prend alors la tête en 1 min 35 s 698 puis 1 min 35 s 384. Les deux pilotes Lotus F1 Team se relaient ensuite en tête de classement : Kimi Räikkönen tourne en 1 min 35 s 239, Romain Grosjean en 1 min 35 s 116, Räikkönen en 1 min 34 s 807 et Grosjean en 1 min 34 s 401. Alors qu'il reste encore une demi-heure, Sebastian Vettel améliore en 1 min 34 s 225,.
Les pilotes chaussent alors leurs pneus tendres dans la dernière partie de la séance et Daniel Ricciardo boucle un tour en 1 min 34 s 197. Michael Schumacher améliore en 1 min 33 s 796 mais est battu par son coéquipier Nico Rosberg en 1 min 33 s 254. Personne ne parvient à battre ce temps et le pilote allemand devance Vettel, Mark Webber, Lewis Hamilton, Schumacher et Jenson Button,.

## Séance de qualifications

### Résultats des qualifications

#### Session Q1

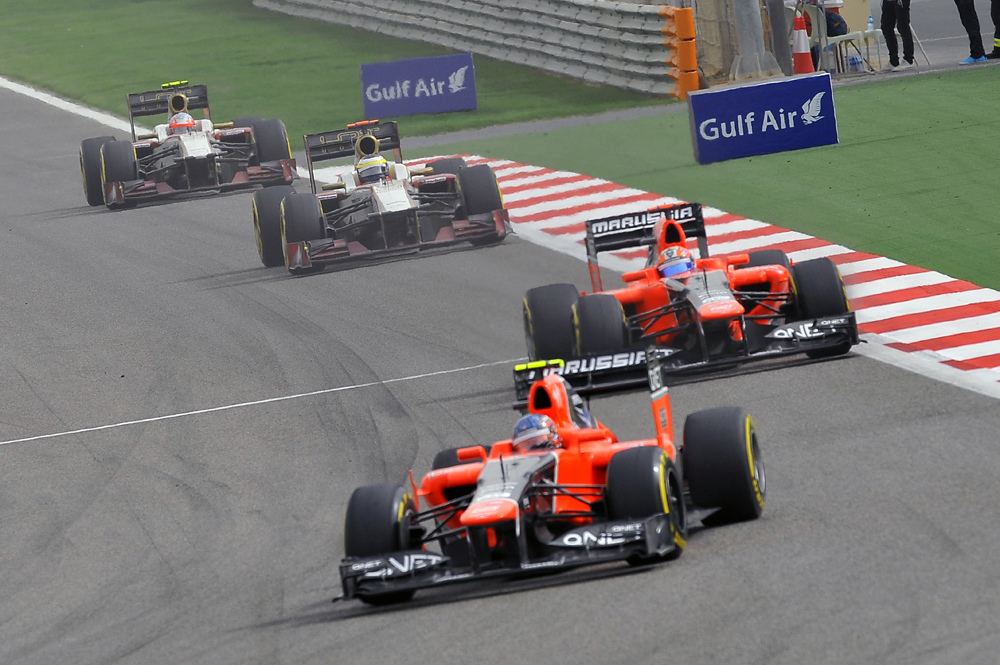
Les deux Marussia et les deux HRT ne passe pas la barre de la Q1.

La température ambiante est de 31 °C, la piste est à 45 °C et le taux d'humidité est de 17 % au départ de la qualification du Grand Prix de Bahreïn. Les Force India et les Marussia F1 Team sont les premières à s'élancer en piste, les autres équipes ne tardant pas à faire de même tandis que les écuries de pointe attendent que les pilotes des petites équipes nettoient la piste du sable déposé par le vent,,.
Paul di Resta réalise le premier tour chronométré en 1 min 43 s 620 mais est immédiatement battu par son coéquipier Nico Hülkenberg qui tourne en 1 min 35 s 970. Kamui Kobayashi prend ensuite la tête en 1 min 35 s 529 avant de laisser la place à Mark Webber, le seul pilote à utiliser des pneus durs avec Romain Grosjean (1 min 35 s 283), Jenson Button (1 min 34 s 792), Fernando Alonso (1 min 34 s 760), Romain Grosjean (1 min 34 s 041), Daniel Ricciardo (1 min 33 s 988) et Sergio Pérez (1 min 33 s 814),,.
Les sept pilotes éliminés sont Narain Karthikeyan, Pedro de la Rosa, Charles Pic, Timo Glock, Vitaly Petrov, Jean-Éric Vergne et Michael Schumacher qui a eu un problème avec son aileron arrière mobile,,.

#### Session Q2

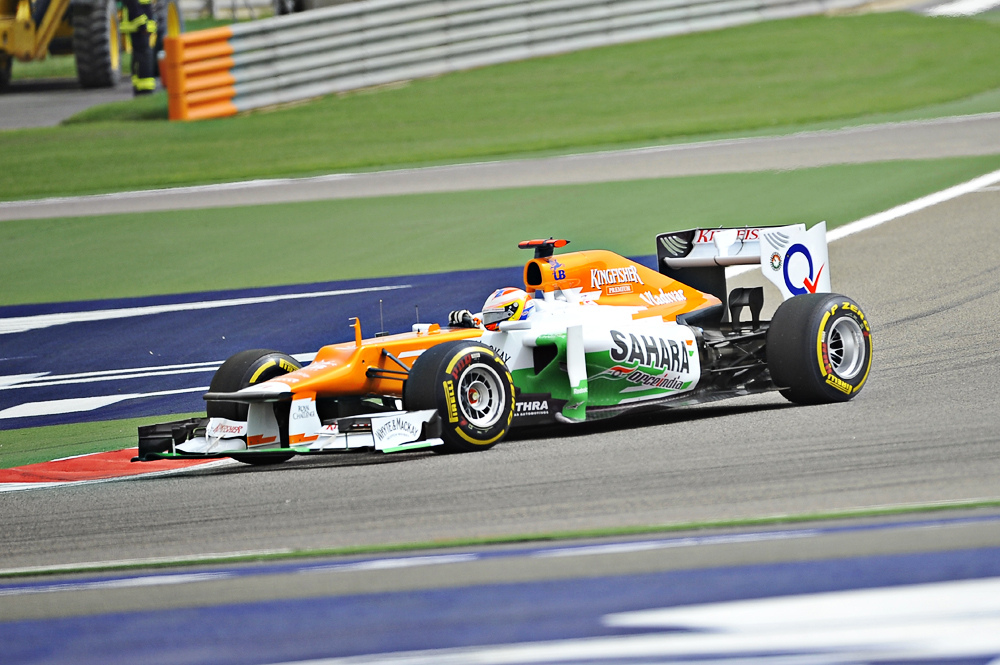
Paul di Resta se qualifie in extremis pour la session Q3.

Les pilotes se relancent dès l'ouverture de la piste, tous chaussés en pneus tendres et, à nouveau, Paul di Resta réalise le premier tour chronométré en 1 min 35 s 677 et est immédiatement battu par son coéquipier Nico Hülkenberg qui tourne en 1 min 35 s 325. Felipe Massa améliore en 1 min 34 s 861 mais doit s'incliner face à Sergio Pérez qui ne met que 1 min 34 s 257,,.
Kimi Räikkönen prend temporairement la tête avec un tour bouclé en 1 min 33 s 789 et laisse la tête à Lewis Hamilton (1 min 33 s 209). À partir de ce moment, seuls les pilotes menacés par une élimination remontent en piste tandis que les cinq premiers du classement (Hamilton, Nico Rosberg, Mark Webber, Jenson Button et Räikkönen), restent dans leur stand,,.
Les sept pilotes éliminés sont Pastor Maldonado, Heikki Kovalainen, Bruno Senna, Felipe Massa, Nico Hülkenberg, Kamui Kobayashi et Räikkönen qui perd sa dixième position au profit de Paul di Resta mais économise un train de pneus tendres neufs pour la course,,.

#### Session Q3

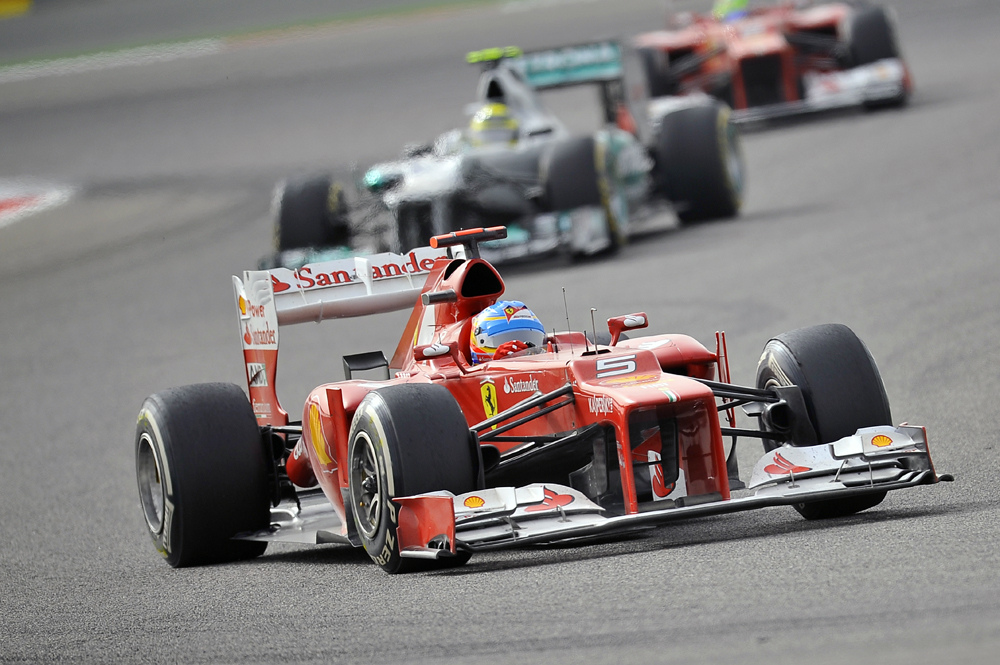
Fernando Alonso réalise le neuvième temps des qualifications.

Sebastian Vettel, Mark Webber, Jenson Button, Lewis Hamilton et Fernando Alonso sont les premiers pilotes en piste et Hamilton réalise le premier tour lancé en 1 min 32 s 671. Nico Rosberg, Romain Grosjean, Paul di Resta, Sergio Pérez et Daniel Ricciardo s'élancent à seulement trois minutes de la fin de la session pour une seule tentative alors que les cinq autres peuvent tenter de prendre une seconde fois la piste en cas de nécessité,,.
Dans les derniers instants de la séance, tous les pilotes sont en piste, sauf Alonso et di Resta. Webber réalise le meilleur temps en 1 min 32 s 637 mais son coéquipier Vettel améliore en 1 min 32 s 422, et obtient ainsi sa première pole position de la saison. Vettel devance Hamilton, Webber, Button, Rosberg, Ricciardo, Grosjean, Pérez, Alonso et di Resta, ces deux derniers n'ayant finalement pas pris part à la session pour économiser un train de pneus pour la course,,.

### Grille de départ
| Pos.                                                                                      | Pilote                  | Écurie               | Qualifications 1 | Qualifications 2 | Qualifications 3 |
| ----------------------------------------------------------------------------------------- | ----------------------- | -------------------- | ---------------- | ---------------- | ---------------- |
| 1                                                                                         | Sebastian Vettel SREC   | Red Bull-Renault     | 1 min 34 s 308   | 1 min 33 s 527   | 1 min 32 s 422   |
| 2                                                                                         | Lewis Hamilton SREC     | McLaren-Mercedes     | 1 min 34 s 813   | 1 min 33 s 209   | 1 min 32 s 520   |
| 3                                                                                         | Mark Webber SREC        | Red Bull-Renault     | 1 min 34 s 015   | 1 min 33 s 311   | 1 min 32 s 637   |
| 4                                                                                         | Jenson Button SREC      | McLaren-Mercedes     | 1 min 34 s 792   | 1 min 33 s 416   | 1 min 32 s 711   |
| 5                                                                                         | Nico Rosberg SREC       | Mercedes             | 1 min 34 s 588   | 1 min 33 s 219   | 1 min 32 s 821   |
| 6                                                                                         | Daniel Ricciardo SREC   | Toro Rosso-Ferrari   | 1 min 33 s 988   | 1 min 33 s 556   | 1 min 32 s 912   |
| 7                                                                                         | Romain Grosjean SREC    | Lotus-Renault        | 1 min 34 s 041   | 1 min 33 s 246   | 1 min 33 s 008   |
| 8                                                                                         | Sergio Pérez SREC       | Sauber-Ferrari       | 1 min 33 s 814   | 1 min 33 s 660   | 1 min 33 s 394   |
| 9                                                                                         | Fernando Alonso SREC    | Ferrari              | 1 min 34 s 760   | 1 min 33 s 403   | Pas de temps     |
| 10                                                                                        | Paul di Resta SREC      | Force India-Mercedes | 1 min 34 s 624   | 1 min 33 s 510   | Pas de temps     |
| 11                                                                                        | Kimi Räikkönen SREC     | Lotus-Renault        | 1 min 34 s 552   | 1 min 33 s 789   |                  |
| 12                                                                                        | Kamui Kobayashi SREC    | Sauber-Ferrari       | 1 min 34 s 131   | 1 min 33 s 806   |                  |
| 13                                                                                        | Nico Hülkenberg SREC    | Force India-Mercedes | 1 min 34 s 601   | 1 min 33 s 807   |                  |
| 14                                                                                        | Felipe Massa SREC       | Ferrari              | 1 min 34 s 372   | 1 min 33 s 912   |                  |
| 15                                                                                        | Bruno Senna SREC        | Williams-Renault     | 1 min 34 s 466   | 1 min 34 s 017   |                  |
| 16                                                                                        | Heikki Kovalainen SREC  | Caterham-Renault     | 1 min 34 s 852   | 1 min 36 s 132   |                  |
| 17                                                                                        | Pastor Maldonado SREC   | Williams-Renault     | 1 min 34 s 639   | Pas de temps     |                  |
| 18                                                                                        | Michael Schumacher SREC | Mercedes             | 1 min 34 s 865   |                  |                  |
| 19                                                                                        | Jean-Éric Vergne SREC   | Toro Rosso-Ferrari   | 1 min 35 s 014   |                  |                  |
| 20                                                                                        | Vitaly Petrov SREC      | Caterham-Renault     | 1 min 35 s 823   |                  |                  |
| 21                                                                                        | Charles Pic             | Marussia-Cosworth    | 1 min 37 s 683   |                  |                  |
| 22                                                                                        | Pedro de la Rosa        | HRT-Cosworth         | 1 min 37 s 883   |                  |                  |
| 23                                                                                        | Timo Glock              | Marussia-Cosworth    | 1 min 37 s 905   |                  |                  |
| 24                                                                                        | Narain Karthikeyan      | HRT-Cosworth         | 1 min 38 s 314   |                  |                  |
| Temps minimal à réaliser pour la qualification : 1 min 40 s 380 (107 % de 1 min 33 s 814) |                         |                      |                  |                  |                  |

- Pastor Maldonado, auteur du dix-septième temps des qualifications, est rétrogradé de cinq places sur la grille de départ à la suite d'un changement de boîte de vitesses avant la première séance d'essais libres. Il s'élance de la vingt et unième position sur la grille de départ.
- Michael Schumacher, auteur du dix-huitième temps des qualifications, est rétrogradé de cinq places pour sur la grille de départ à la suite d'un changement de boîte de vitesses après la séance de qualifications. Il s'élance de la vingt-deuxième position sur la grille.

## Course

### Déroulement de l'épreuve

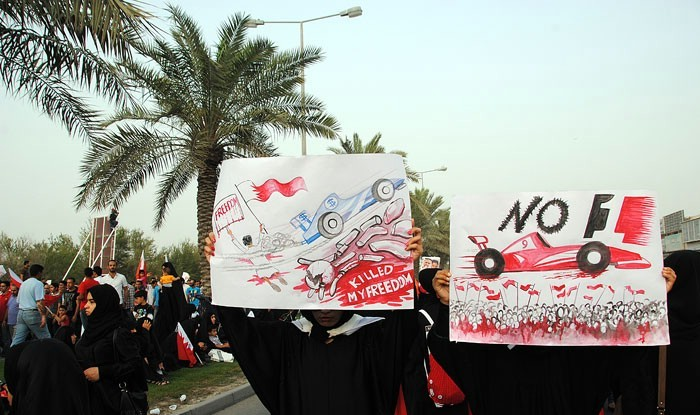
Le Grand Prix s'est déroulé dans une atmosphère de protestation à Bahreïn.

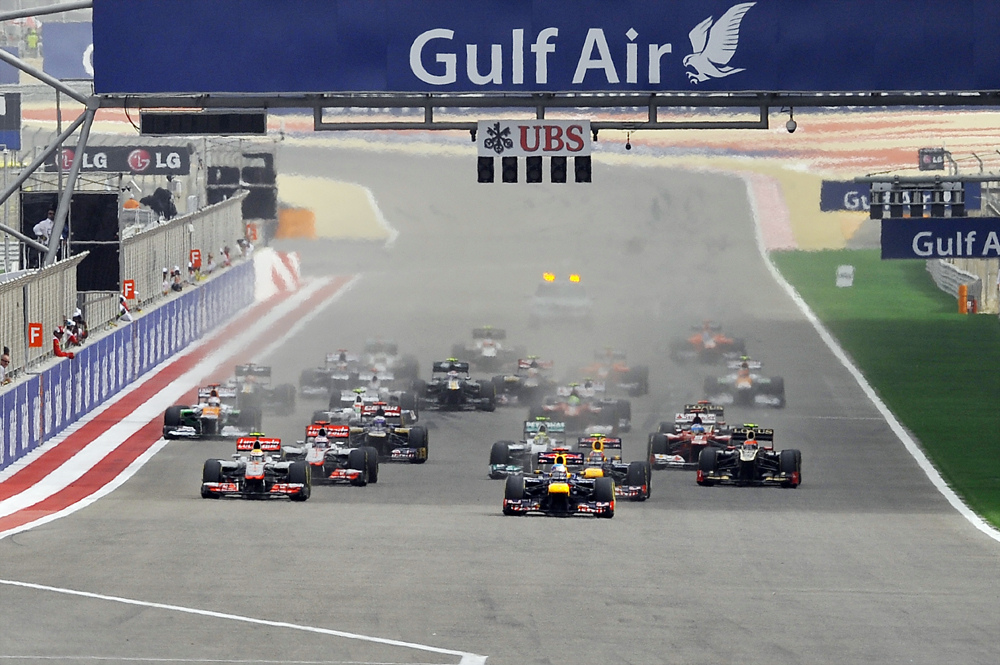
Le départ du Grand Prix de Barheïn.

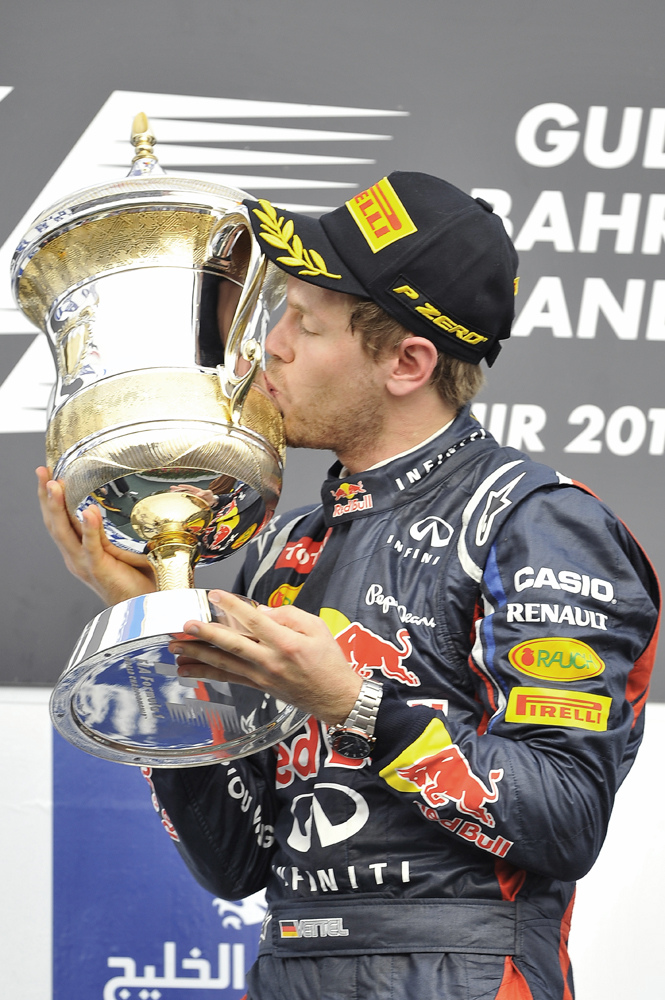
Sebastian Vettel remporte à Barheïn sa première victoire de la saison et prend la tête du championnat du monde.

Il fait 27 °C dans l'air, 32 °C sur la piste et le taux d'humidité est de 36 % à l'extinction des feux. Sebastian Vettel conserve l'avantage procuré par sa pole position et s'engouffre en tête dans le premier virage. Il devance Lewis Hamilton, Mark Webber, Romain Grosjean, Fernando Alonso, Jenson Button, Kimi Räikkönen, Felipe Massa et Nico Rosberg. Romain Grosjean dépasse Mark Webber dès le troisième tour et, peu après, son coéquipier Räikkönen prend l'avantage sur Massa pour le gain de la huitième place. Quelques instants plus tard, Grosjean réalise le meilleur tour en course, s'attaque à Hamilton et le dépasse pour pointer désormais à la deuxième place derrière Vettel tandis que Räikkönen remonte dans le classement en dépassant Jenson Button et Fernando Alonso,,.
Button s'arrête changer ses pneus au neuvième tour, Hamilton, Webber et Alonso au dixième, Grosjean au tour suivant, Vettel au douzième, Paul di Resta et Kamui Kobayashi au quinzième. Lewis Hamilton rencontre un souci au stand avec sa roue arrière gauche et perd beaucoup de temps. De retour en piste, il se retrouve aux prises avec Rosberg qui le tasse vers la droite, et sort largement de la piste pour le dépasser. Tous les pilotes aux avant-postes sont désormais chaussés de pneus durs sauf Raïkkönen qui a économisé un train de gommes tendres durant les essais qualificatifs,,.
Ainsi chaussé, le Finlandais fausse compagnie à Webber pour le gain de la troisième place et revient sur son équipier. Les deux Lotus remontent rapidement sur Sebastian Vettel, toujours en tête de la course. Après dix-huit tours, Vettel devance Grosjean, Raïkkönen, Webber, Button, Hamilton, Alonso, Rosberg, Massa et Pérez. Au vingt-troisième tour, Räikkönen est revenu à une demi-seconde de son coéquipier tandis que Massa et Button rentrent de nouveau changer leurs pneus,,.
Quelques secondes plus tard, Räikkönen tire profit de ses pneus tendres en prenant l'avantage sur Grosjean, qui est en pneus durs. Webber, Hamilton, Alonso et Rosberg s'arrêtent au vingt-quatrième tour, Räikkönen au suivant. Rosberg réédite sa manœuvre entreprise plus tôt à l'encontre d'Hamilton en poussant Alonso vers l'extérieur de la piste. Vettel et Grosjean rentrent au stand au vingt-cinquième tour tandis que Pastor Maldonado part en tête-à-queue, crève, et doit rentrer au stand au ralenti. Après ce second changement de pneus, Räikkönen, désormais en pneus durs, revient sur Vettel en pneus tendres. L'écart n'est que de deux secondes au vingt-huitième tour mais l'Allemand réagit et réalise le meilleur tour en course. Au trentième tour, Vettel devance Räikkönen, Grosjean, Webber, di Resta, Button, Kobayashi, Rosberg, Alonso et Massa,,.
L'écart se stabilise entre les deux hommes de tête alors que Romain Grosjean, troisième, est à moins de dix secondes. Raïkkönen revient peu à peu sur Vettel au point de pouvoir activer son aileron arrière mobile pour tenter de le dépasser. L'Allemand connaît des ennuis avec son SREC alors qu'il est sous la menace de Raïkkönen depuis plusieurs tours. Cette lutte en tête fait les affaires de Grosjean qui leur reprend trois secondes. Vettel et Raïkkönen rentrent aux stands au même moment pour effectuer leur dernier changement de pneus. Les positions restent inchangées et les deux hommes repartent tous deux en pneus durs. Rapidement, Vettel se constitue un matelas de trois secondes d'avance sur Raïkkönen. Suivent Grosjean, Webber, di Resta (qui ne s'est arrêté qu'à deux reprises), Rosberg, Button, Alonso, Hamilton et Massa,,.
À cinq tours du but, Rosberg prend l'avantage sur di Resta pour le gain de la sixième place. À trois tours de l'arrivée, Jenson Button attaque à son tour di Resta mais doit rentrer au stand, victime d'une crevaison lente. Il ressort en pneus tendres, réalise le meilleur tour en course, puis rentre à nouveau au stand au ralenti pour abandonner, victime d'un problème de différentiel, ce qui permet à Michael Schumacher d'entrer dans les points. Vettel réalise un hat-trick et Lotus F1 Team place ses deux monoplaces sur le podium, avec Raïkkönen second et Grosjean troisième. Webber termine quatrième devant Rosberg, di Resta, Alonso, Hamilton, Massa et Schumacher,,.

### Classement de la course
| Pos. | no | Pilote                  | Écurie               | Tours | Temps/Abandon                      | Grille | Points |
| ---- | -- | ----------------------- | -------------------- | ----- | ---------------------------------- | ------ | ------ |
| 1    | 1  | Sebastian Vettel SREC   | Red Bull-Renault     | 57    | 1 h 35 min 10 s 990 (194,301 km/h) | 1      | 25     |
| 2    | 9  | Kimi Räikkönen SREC     | Lotus-Renault        | 57    | + 3 s 333                          | 11     | 18     |
| 3    | 10 | Romain Grosjean SREC    | Lotus-Renault        | 57    | + 10 s 194                         | 7      | 15     |
| 4    | 2  | Mark Webber SREC        | Red Bull-Renault     | 57    | + 38 s 788                         | 3      | 12     |
| 5    | 8  | Nico Rosberg SREC       | Mercedes             | 57    | + 55 s 460                         | 5      | 10     |
| 6    | 11 | Paul di Resta SREC      | Force India-Mercedes | 57    | + 57 s 543                         | 10     | 8      |
| 7    | 5  | Fernando Alonso SREC    | Ferrari              | 57    | + 57 s 803                         | 9      | 6      |
| 8    | 4  | Lewis Hamilton SREC     | McLaren-Mercedes     | 57    | + 58 s 984                         | 2      | 4      |
| 9    | 6  | Felipe Massa SREC       | Ferrari              | 57    | + 1 min 04 s 999                   | 14     | 2      |
| 10   | 7  | Michael Schumacher SREC | Mercedes             | 56    | + 1 min 11 s 490                   | 22     | 1      |
| 11   | 15 | Sergio Pérez SREC       | Sauber-Ferrari       | 56    | + 1 min 12 s 702                   | 8      |        |
| 12   | 12 | Nico Hülkenberg SREC    | Force India-Mercedes | 57    | + 1 min 16 s 539                   | 13     |        |
| 13   | 14 | Kamui Kobayashi SREC    | Sauber-Ferrari       | 57    | + 1 min 30 s 334                   | 12     |        |
| 14   | 17 | Jean-Éric Vergne SREC   | Toro Rosso-Ferrari   | 57    | + 1 min 33 s 723                   | 17     |        |
| 15   | 16 | Daniel Ricciardo SREC   | Toro Rosso-Ferrari   | 56    | + 1 tour                           | 6      |        |
| 16   | 21 | Vitaly Petrov           | Caterham-Renault     | 56    | + 1 tour                           | 18     |        |
| 17   | 20 | Heikki Kovalainen       | Caterham-Renault     | 56    | + 1 tour                           | 16     |        |
| 18   | 3  | Jenson Button SREC      | McLaren-Mercedes     | 55    | Différentiel                       | 4      |        |
| 19   | 24 | Timo Glock              | Marussia-Cosworth    | 55    | + 2 tours                          | 23     |        |
| 20   | 22 | Pedro de la Rosa        | HRT-Cosworth         | 55    | + 2 tours                          | 20     |        |
| 21   | 23 | Narain Karthikeyan      | HRT-Cosworth         | 55    | + 2 tours                          | 24     |        |
| 22   | 19 | Bruno Senna SREC        | Williams-Renault     | 54    | Freins                             | 15     |        |
| Abd. | 18 | Pastor Maldonado SREC   | Williams-Renault     | 25    | Crevaison                          | 21     |        |
| Abd. | 25 | Charles Pic             | Marussia-Cosworth    | 21    | Moteur                             | 19     |        |

### Pole position et record du tour
Sebastian Vettel décroche la trente-et-unième pole position de sa carrière, sa deuxième sur le circuit de Sakhir et sa première de la saison. Il réalise le dixième meilleur tour en course de sa carrière, son premier sur ce tracé et son premier de la saison. La combinaison de sa pole position, sa victoire et son meilleur tour en course lui permettent de signer le quatrième hat-trick de sa carrière, son premier à Bahreïn et son premier de la saison.
- Pole position :  Sebastian Vettel (Red Bull-Renault) en 1 min 32 s 422 (210,807 km/h)[27].
- Meilleur tour en course :  Sebastian Vettel (Red Bull-Renault) en 1 min 36 s 379 (202,152 km/h)[28].

### Tours en tête
Parti en pole position, Sebastian Vettel mène la course de bout en bout. Il ne cède la tête que deux tours à l'occasion de ses arrêts au stand, la première fois à Paul di Resta et la deuxième à Romain Grosjean, les deux jeunes pilotes menant une course de Formule 1 pour la première fois de leur carrière.
- Sebastian Vettel : 55 tours (1-11 / 13-39 / 41-57)
- Paul di Resta : 1 tour (12)
- Romain Grosjean : 1 tour (40)

## Classements généraux à l'issue de la course
| Pos. | Pilote             | Écurie               | Points |
| ---- | ------------------ | -------------------- | ------ |
| 1    | Sebastian Vettel   | Red Bull-Renault     | 53     |
| 2    | Lewis Hamilton     | McLaren-Mercedes     | 49     |
| 3    | Mark Webber        | Red Bull-Renault     | 48     |
| 4    | Jenson Button      | McLaren-Mercedes     | 43     |
| 5    | Fernando Alonso    | Ferrari              | 43     |
| 6    | Nico Rosberg       | Mercedes             | 35     |
| 7    | Kimi Räikkönen     | Lotus-Renault        | 34     |
| 8    | Romain Grosjean    | Lotus-Renault        | 23     |
| 9    | Sergio Pérez       | Sauber-Ferrari       | 22     |
| 10   | Paul di Resta      | Force India-Mercedes | 15     |
| 11   | Bruno Senna        | Williams-Renault     | 14     |
| 12   | Kamui Kobayashi    | Sauber-Ferrari       | 9      |
| 13   | Jean-Éric Vergne   | Toro Rosso-Ferrari   | 4      |
| 14   | Pastor Maldonado   | Williams-Renault     | 4      |
| 15   | Daniel Ricciardo   | Toro Rosso-Ferrari   | 2      |
| 16   | Nico Hülkenberg    | Force India-Mercedes | 2      |
| 17   | Felipe Massa       | Ferrari              | 2      |
| 18   | Michael Schumacher | Mercedes             | 2      |

| Pos. | Écurie               | Points |
| ---- | -------------------- | ------ |
| 1    | Red Bull-Renault     | 101    |
| 2    | McLaren-Mercedes     | 92     |
| 3    | Lotus-Renault        | 57     |
| 4    | Ferrari              | 45     |
| 5    | Mercedes             | 37     |
| 6    | Sauber-Ferrari       | 31     |
| 7    | Williams-Renault     | 18     |
| 8    | Force India-Mercedes | 17     |
| 9    | Toro Rosso-Ferrari   | 6      |

## Statistiques
Le Grand Prix de Bahreïn 2012 représente :
- la 31e pole position de sa carrière pour Sebastian Vettel[32] ;
- la 22e victoire de sa carrière pour Sebastian Vettel[33] ;
- le 10e meilleur tour en course de sa carrière pour Sebastian Vettel[34] ;
- le 4e hat-trick de sa carrière pour Sebastian Vettel[35] ;
- la 28e victoire pour Red Bull Racing en tant que constructeur[36] ;
- la 143e victoire pour Renault en tant que motoriste[37] ;
- le 1er podium de sa carrière pour Romain Grosjean[38] ;
- les 1ers tours en tête de leur carrière pour Paul di Resta[39] et Romain Grosjean[40].

Au cours de ce Grand Prix :
- Kimi Räikkönen passe la barre des 600 points inscrits en championnat du monde (613 points)[41].
- Emanuele Pirro (37 Grands Prix entre 1989 et 1991 et 3 points ; quintuple vainqueur des 24 Heures du Mans) est nommé conseiller des commissaires de course.